# XIII съезд РКП(б)
XIII съезд Российской коммунисти́ческой па́ртии (большевико́в) проходил в Москве с 23 мая по 31 мая 1924.
На съезде присутствовало 748 делегатов с решающим и 416 делегатов с совещательным голосом, которые представляли 735881 члена и кандидата в члены партии. Резкое увеличение числа членов партии в сравнении с предыдущим съездом (почти вдвое) объясняется вступлением в ряды партии свыше 240 тысяч новых членов (в основном, рабочих) по «ленинскому призыву».

## Обстановка в стране перед и во время съезда

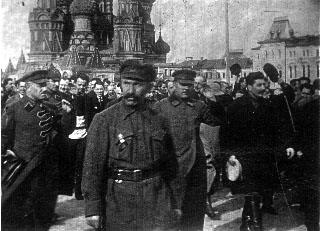
Делегаты съезда (крайний справа — И. В. Сталин)

Летом-осенью 1923 года в СССР начался первый экономический кризис НЭПа, вызванный искусственным завышением цен на промышленные товары при занижении цен на продовольствие (см. Ножницы цен). К октябрю 1923 года это явление привело к тому, что крестьяне массово перестали покупать изделия промышленности.
К этому времени В. И. Ленин уже отошёл от дел, а среди его ближайших соратников развернулась ожесточённая борьба за право стать новым лидером партии и страны. Против Л. Д. Троцкого, бывшего фактически вторым лицом в государстве и командующим РККА, объединилось большинство ЦК во главе с неформальной «тройкой» Зиновьев-Каменев-Сталин. Летом 1923 года начались первые перемещения сторонников Троцкого на второстепенные должности. Особенно болезненно он воспринял «подкопы» под себя в своём собственном ведомстве — в Красной армии. «Тройке» удалось организовать комиссию, нашедшую в армии ряд недостатков. Под предлогом их устранения сентябрьский пленум ЦК 1923 года постановил расширить Реввоенсовет, введя в него ряд новых лиц, по большей части — политических противников Троцкого.
Троцкий постепенно терял власть, в том числе и над армией. Ему более ничего не оставалось, кроме как обратиться «через головы» партийных верхов непосредственно к рядовым коммунистам, среди многих из которых он, на тот момент, всё ещё сохранял значительное влияние, как один из организаторов Октябрьской революции и основатель Красной армии. 8 октября 1923 года Троцкий написал письмо ЦК и ЦКК с обширной критикой. 15 октября эта критика была развита «Заявлением 46-ти» (его подписали 46 известных партийцев), которое сам Троцкий, впрочем, не подписал.
Основным предлогом для недовольства был развернувшийся в стране экономический кризис, а также неумение (или нежелание) большинства ЦК воспользоваться революционной ситуацией, сложившейся в Германии в 1923 году вследствие Рурского конфликта. В сентябре 1923 также провалилось коммунистическое восстание в Болгарии. Революционная волна в Европе окончательно затухла, и все попытки возглавлявшегося Г. Е. Зиновьевым Коминтерна разжечь новые восстания проваливались (несколько позднее, в декабре 1924, также провалилась попытка переворота в Эстонии).
Письма Троцкого и его сторонников инициировали бурную внутрипартийную дискуссию в преддверии XIII съезда. Эта дискуссия продемонстрировала значительную поддержку, которую Троцкий имел среди учащейся молодёжи, особенно в Москве и Ленинграде, и также в армии, однако, в целом, добиться большинства среди рядовых коммунистов троцкистам не удалось. Репутация Троцкого, как сторонника милитаризации труда и организации трудовых армий, сильно мешала ему выглядеть борцом за внутрипартийную демократию. Первое сокрушительное поражение последовало на октябрьском объединённом пленуме ЦК и ЦКК, который признал выступление Троцкого «глубокой политической ошибкой», затем на XIII партконференции 16-18 января 1924 года, и на пленуме ЦК 14-15 января было констатировано сокрушительное поражение троцкистов во внутрипартийной дискуссии. Сам Троцкий в наиболее ожесточённый момент дискуссии получил отпуск по болезни, и 18 января отбыл в Сухуми.
Смерть Ленина 21 января 1924 года уже мало что изменила во внутрипартийном раскладе; дополнительным ударом по репутации Троцкого стал тот факт, что он не появился на похоронах.
3 февраля очередная комиссия доложила ЦК о неудовлетворительном состоянии дел в РККА; с должности был снят один из ближайших сторонников Троцкого, первый заместитель Председателя Реввоенсовета Республики Э. М. Склянский, на его место назначен М. В. Фрунзе (в апреле 1924 года лояльный Троцкому командующий войсками Московского военного округа Н. И. Муралов был заменён на М. Н. Тухачевского).
С января 1924 начался «ленинский призыв» в партию рабочих «от станка»; по большей части они предпочитали поддерживать и голосовать за Сталина. Мартовско-апрельский пленум ЦК 1924 года спешно предоставил им право решающего голоса при выборах на XIII съезд РКП(б).
Кроме того, с весны 1924 развернулась «чистка непроизводственных ячеек», где поддержка Троцкого была наибольшей. Тщательная подготовка «тройки» принесла свои плоды: на XIII съезде он и его сторонники оказались в явном меньшинстве.
На момент событий Сталин предпочитал оставаться на вторых ролях; основная борьба развернулась между группами Троцкого и Зиновьева. Для Зиновьева настала высшая точка его политической карьеры; в 1923—1924 именно он на короткое время стал фактически новым лидером партии. Демонстрируя свои претензии на роль преемника Ленина, одного из его ближайших учеников и доверенных лиц, Зиновьев выступил на XIII (также как и на XII) съезде с традиционным политическим отчётом ЦК.
Роль ведущего теоретика партии и любимца партийной молодёжи явно переходила от Троцкого к Н. И. Бухарину, также поддерживавшему Сталина.

## Порядок дня съезда
- 1. О предоставлении кандидатам в члены РКП права решающего голоса при выборах на XIII съезд РКП(б).
- 2. Политический отчёт ЦК (Г. Е. Зиновьев).
- 3. Организационный отчёт ЦК (И. В. Сталин).
- 4. Отчёт Центральной ревизионной комиссии (Д. И. Курский).
- 5. Отчёт ЦКК (В. В. Куйбышев).
- 6. Отчёт представительства РКП(б) в Исполкоме Коминтерна (Н. И. Бухарин).
- 7. О внутренней торговле и кооперации (Л. Б. Каменев)
  - а) О товарообороте и плановой работе (Г. М. Кржижановский),
  - б) О кооперации (А. А. Андреев).
- 8. О работе в деревне (М. И. Калинин, содокладчик Н. К. Крупская).
- 9. О работе среди молодёжи (Н. И. Бухарин).
- 10. О партийно-организационных вопросах (В. М. Молотов).
- 11. Сообщение о рукописях К. Маркса и Ф. Энгельса (Д. Б. Рязанов).
- 12. Сообщение о работе института Ленина (Л. Б. Каменев).
- 13. Выборы центральных учреждений партии.

## Ход съезда
Съезд открыл и закрыл Л. Б. Каменев.
Съезд начался с минуты молчания по В. И. Ленину. После оглашения вопросов формирования рабочих органов съезда также были почтены скончавшиеся Д. Благоев, В. П. Ногин и Ю. Лутовинов.
После оглашения приветствий съезду 1-й день его работы был досрочно закончен, делегаты отправились на Красную площадь для общего посещения Мавзолея Ленина.
Весь второй день заслушивались отчёты ЦК, ЦРК и ЦКК партии. Прения по отчётам начались только на третий день работы съезда. С большими речами выступили Троцкий и Е. А. Преображенский, однако поддержки их мнения у подавляющего большинства делегатов не нашли.
Отчёт ЦК был утверждён единогласно.
Исходя из задачи укрепления смычки города и деревни, съезд дал указание о дальнейшем расширении индустрии, в первую очередь легкой индустрии, одновременно подчеркнув необходимость быстрого развития металлургии.
Съезд утвердил создание Наркомата внутренней торговли и поставил перед всеми торгующими органами задачу овладения рынком и вытеснения частного капитала из области торговли.
Съезд поставил задачу расширить дешевый кредит государства крестьянству и вытеснить ростовщика из деревни.
Как главную задачу работы в деревне, съезд выдвинул лозунг всемерного кооперирования крестьянских масс.
Наконец, съезд указал на огромное значение ленинского призыва и обратил внимание партии на усиление работы по обучению молодых членов партии, прежде всего — ленинского призыва, — основам ленинизма.
Съезд осудил платформу троцкистской оппозиции, определив её, как мелкобуржуазный уклон от марксизма, как попытку ревизии ленинизма, и подтвердил резолюции XIII партийной конференции «О партийном строительстве» и «Об итогах дискуссии».
Интересно, что многие видные деятели партии, включая членов Политбюро и ЦК, в том числе лидеры оппозиции, имели на съезде только совещательные голоса (Н. И. Бухарин, Л. Д. Троцкий, Г. Л. Пятаков, К. Б. Радек, Г. Я. Сокольников и др.). См. «Стенографический отчёт…», с. 749—766.
В конце съезда было выдвинуто предложение переименовать РКП(б) в Коммунистическую партию (большевиков) СССР. Однако было решено перенести данный вопрос на усмотрение следующего съезда партии.

## «Завещание» Ленина
Несколько месяцев перед съездом шло обсуждение между Политбюро и вдовой В. И. Ленина Н. К. Крупской по вопросам оглашения ленинского «Письма к съезду» («Завещания»), написанного В. И. Лениным в конце 1922 года и дополненное в январе 1923-го. Политбюро, кроме Троцкого, однозначно выступавшего за оглашение, не решало вопрос.

Однако непосредственное перед съездом Крупская передала письмо комиссии по ленинскому наследию, состоявшей из И. В. Сталина, Г. Е. Зиновьева и Л. Б. Каменева. 21 мая 1924, за 2 дня до официального открытия съезда письмо было оглашено на заседании Совета старейшин (неуставного органа, состоящего из членов ЦК и руководителей местных партийных организаций).
Л. Б. Каменев зачитал ленинское письмо. Троцкий так описывает это событие:

Радек:
— Теперь они не посмеют идти против вас.
Он имел в виду два места письма: одно, которое характеризовало Троцкого как «самого способного человека в настоящем ЦК», и другое, которое требовало смещения Сталина ввиду его грубости, недостатка лояльности и склонности злоупотреблять властью.
Я ответил Радеку:

— Наоборот, теперь им придется идти до конца, и притом как можно скорее. 
Далее, Сталин на этом заседании впервые предложил подать в отставку:

— Что ж, я действительно груб… Ильич предлагает вам найти другого, который отличался бы от меня только большей вежливостью. Что же, попробуйте найти.

— Ничего, — отвечал с места голос одного из тогдашних друзей Сталина. — Нас грубостью не испугаешь, вся наша партия грубая, пролетарская. 
Л. Б. Каменев предложил решить вопрос голосованием. Большинство высказалось за оставление Сталина на посту генсека, против голосовали только сторонники Троцкого. Затем было проголосовано предложение, что документ должен быть оглашен на закрытых заседаниях отдельных делегаций, при этом никто не имел права делать записи и на заседаниях съезда на «Завещание» было ссылаться нельзя, документы оглашению не подлежали. Делегации признали целесообразным оставить И. В. Сталина на посту генерального секретаря ЦК вопреки рекомендации Ленина, с учётом того, что он учтёт данную критику.

### На Съезде избраны
Центральный Комитет: 53 члена, 34 кандидата в члены ЦК
Центральная Контрольная Комиссия: 151 человек
Центральная ревизионная комиссия: 3 человека

#### Персональный состав членов Центрального КомитетаРКП(б)избранный съездом
Андреев, Андрей Андреевич (1895—1971)
Антипов, Николай Кириллович (1894—1938)
Бубнов, Андрей Сергеевич (1884—1938)
Бухарин, Николай Иванович (1888—1938)
Ворошилов, Климент Ефремович (1881—1969)
Дзержинский, Феликс Эдмундович (1877—1926)
Догадов, Александр Иванович (1888—1937)
Евдокимов, Григорий Еремеевич (1884—1936)
Залуцкий, Пётр Антонович (1887—1937)
Зеленский, Исаак Абрамович (1890—1938)
Зиновьев, Григорий Евсеевич (1883—1936)
Каганович, Лазарь Моисеевич (1893—1991)
Калинин, Михаил Иванович (1875—1946)
Каменев, Лев Борисович (1883—1936)
Квиринг, Эммануил Ионович (1888—1937)
Киров, Сергей Миронович (1886—1934)
Колотилов, Николай Николаевич (1885—1937)
Комаров, Николай Павлович (1886—1937)
Косиор, Станислав Викентьевич (1889—1939)
Красин, Леонид Борисович (1870—1926)
Кржижановский, Глеб Максимилианович (1872—1959)
Кубяк, Николай Афанасьевич (1881—1937)
Куклин, Александр Сергеевич (1876—1936)
Лашевич, Михаил Михайлович (1884—1928)
Лепсе, Иван Иванович (1889—1929)
Лобов, Семён Семёнович (1888—1937)
Мануильский, Дмитрий Захарович (1883—1959)
Медведев, Алексей Васильевич (1884—1937)
Микоян, Анастас Иванович (1895—1978)
Михайлов, Василий Михайлович (1894—1937)
Молотов, Вячеслав Михайлович (1890—1986)
Николаева, Клавдия Ивановна (1893—1944)
Орджоникидзе, Григорий Константинович (1886—1937)
Петровский, Григорий Иванович (1878—1958)
Пятаков, Георгий Леонидович (1890—1937)
Раковский, Христиан Георгиевич (1873—1941)
Рудзутак, Ян Эрнестович (1887—1938)
Румянцев, Иван Петрович (1886—1937)
Рухимович, Моисей Львович (1889—1938)
Рыков, Алексей Иванович (1881—1938)
Смирнов, Александр Петрович (1878—1938)
Сокольников, Григорий Яковлевич (1888—1939)
Сталин, Иосиф Виссарионович (1878—1953)
Сулимов, Даниил Егорович (1890—1937)
Томский, Михаил Павлович (1880—1936)
Троцкий, Лев Давидович (1879—1940)
Угланов, Николай Александрович (1886—1937)
Уханов, Константин Васильевич (1891—1937)
Фрунзе, Михаил Васильевич (1885—1925)
Харитонов, Моисей Маркович (1887—1948)
Цюрупа, Александр Дмитриевич (1870—1928)
Чубарь, Влас Яковлевич (1891—1939)
Шварц, Исаак Израилевич (1879—1951)

### Утверждённые и принятые резолюции
- Утверждено постановление Пленума ЦК РКП(б) (31 марта — 2 апреля 1924) о предоставлении кандидатам в члены партии права решающего голоса при выборах делегатов на XIII съезд РКП(б):

 — постановление было принято в связи с ленинским призывом в партию большого числа кандидатов.
- По отчёту Центрального Комитета:

 — одобрена политическая линия ЦК во всех областях международной и внутренней политики;
 — съезд обязал партию и впредь проводить политику мира, политику борьбы против новой войны;
 — подтвердив резолюции Тринадцатой партконференции «О партстроительстве» и «Об итогах дискуссии и о мелкобуржуазном уклоне в партии», съезд осудил платформу троцкистской оппозиции, квалифицировав её как мелкобуржуазный уклон от марксизма, как ревизию ленинизма;
 — «съезд дал лозунг дальнейшего расширения индустрии, прежде всего лёгкой, а также металла… Дальнейшее расширение индустрии… является вопросом жизни и смерти» ;
 — съезд подтвердил государственную монополию внешней торговли;
 — съезд подтвердил необходимость экспорта вообще и, прежде всего, экспорта хлеба;
 — съезд постановил принять меры по проведению до конца денежной реформы;
 — съезд и последовавший пленум ЦК поручил Оргбюро ЦК поднять на должную высоту работу среди трудящихся женщин.
- По отчёту ЦКК
- По отчёту ЦРК
- По отчёту представительства РКП(б) в Исполкоме Коминтерна
- Об очередных задачах партийного строительства

— определена необходимость дальнейшего увеличения приёма в партию рабочих, улучшения работы производственных партийных ячеек, укрепления партийных органов
- О сроках губернских партконференций

— определена периодичность губернских партконференций в 2 раза в год.
- О стаже для секретарей губкомов

— установлено, что для секретарей губернских комитетов партии обязателен 6-летний партийный стаж (отменена обязательность дореволюционного партийного стажа).
- О работе контрольных комиссий

— приняты решения, направленные на борьбу по улучшению, упрощению, удешевлению и моральному оздоровлению госаппарата сверху до низу; о структуре Центральной Контрольной комиссии; органах партийно-государственного контроля на местах.
- О внутренней торговле
- О кооперации

— этой резолюцией съезд утвердил создание Наркомата внутренней торговли, поставил перед торговыми и кооперативными органами задачу борьбы с частным капиталом, задачу овладения рынком, задачу вытеснения частного капитала из области торговли мерами экономического характера, путём понижения цен на товары и улучшения качества товаров, путём маневрирования товарными массами, использования льготного кредита и т. п.
- О работе в деревне:

 — центром резолюции явился лозунг кооперирования крестьянских масс по трём линиям: потребительской кооперации, сельскохозяйственной кооперации и кредитной кооперации;
 — «съезд дал лозунг дальнейшего расширения крестьянского хозяйства, лозунг о помощи крестьянскому хозяйству в деле дальнейшего расширения запашки» ;
 — съезд обратил особое внимание на организацию дешёвого кредита в деревне.
- О культурной работе в деревне
- О печати
- Об агитпропработе
- О работе среди молодёжи

— поставлена задача воспитания новых кадров трудящихся в духе диктатуры пролетариата и социализма;
— определены задачи союза рабочей и крестьянской молодёжи.
- Резолюция «О сроках губернских партконференций»:

— принято решение 2 раза в год проводить конференции в губернских партийных организациях
- Об издании Сочинений К. Маркса и Ф. Энгельса
- О работе Института Ленина

— съезд постановляет считать институт открытым;
— все парторганизации и члены партии призываются всемерно помочь Институту в деле собирания материалов, относящихся к жизни и деятельности В. И. Ленина;
— Институт должен стать «базой изучения и распространения ленинизма среди широких партийных и беспартийных масс».
- О работе среди работниц и крестьянок

## Основной итог съезда
Главным итогом съезда было оставление И. В. Сталина на посту генсека. Из-за ленинского «Завещания» и сохраняющегося влияния сторонников тогда не удалось вывести Л. Д. Троцкого из руководящих органов партии, но он остался ещё более изолированным, чем раньше — в ЦК остались из его сторонников только Г. Л. Пятаков и Х. Г. Раковский. Ленинский план политической реформы на съезде даже не обсуждался, делегаты ограничились численным расширением руководящих органов партии.
Официально съезд отметил, что осуществление НЭПа оправдало себя и обеспечило успехи в восстановлении и развитии народного хозяйства. В области тяжёлой промышленности первостепенной задачей определено развитие металлургии как основы для налаживания производства средств производства и дальнейшей электрификации страны. Была подчёркнута необходимость развития лёгкой промышленности, без которой нельзя было добиться хозяйственных связей между городом и деревней, создать накопления для тяжёлой индустрии.